# Comunidade do Caribe
A CARICOM, antiga Comunidade e Mercado Comum do Caribe e atual Comunidade do Caribe (português brasileiro) ou Comunidade das Caraíbas (português europeu), é um bloco de cooperação econômica e política, criado em 4 de Julho de 1973, formado por 15 países e 5 territórios da região caribenha.

## Objetivos
O bloco foi formado por ex-colônias de potências europeias que, após suas independências, viram-se na contingência de aliar-se para suprir limitações decorrentes da sua nova condição e acelerar o seu processo de desenvolvimento econômico.
Outro motivo para a formação do bloco foi resolver problemas econômicos e políticos sofridos pelas nações da região.
Além de incentivar a cooperação econômica e entre os membros, a organização participa da coordenação da política externa e desenvolve projetos comuns nas áreas de saúde, educação e comunicação.
Este bloco de integração regional visa promover o livre comércio, o livre movimento do trabalho e do capital; coordenar a agricultura, a indústria e política estrangeira entre os seus países membros.
Desde 1997 defendem o tratamento diferenciado para economias pouco desenvolvidas, incluindo prazos maiores para o cumprimento de futuros acordos de comércio. Em 1998, Cuba foi admitida como observadora. O bloco marca para 1999 o início do livre comércio entre seus integrantes, mas a decisão não se efetiva. Em maio e em julho de 2000 a República Dominicana e Cuba, respectivamente, firmam acordos de proibido comércio com o bloco. Na cúpula da CARICOM, em julho, fica estabelecida a criação de uma Corte Caribenha de Justiça e é marcada para dezembro a finalização da estruturação do livre comércio entre os membros.

## Economia
Os países da CARICOM têm no turismo uma de suas principais fontes de renda, recebendo cerca de 15 milhões de turistas por ano.
A CARICOM tem uma população de 14,6 milhões de habitantes, um PIB de US$ 28,1 bilhões, exportações girando em torno dos US$ 12,6 bilhões e importações alcançando os US$ 15,9 bilhões. Representa 0,25 % do PIB total dos blocos econômicos que negociam a formação da Alca.

## Membros

Membros
Associados
Observadores

### Países-membros
- Antígua e Barbuda
- Bahamas
- Barbados
- Belize
- Dominica
- Granada
- Guiana
- Haiti
- Jamaica
- Santa Lúcia
- São Cristóvão e Neves
- São Vicente e Granadinas
- Suriname
- Trindade e Tobago

### Territórios associados
- Anguila (1999)
- Bermudas
- Ilhas Virgens Britânicas
- Ilhas Turcas e Caicos (1991)
- Ilhas Caimão
- Monserrate